# Dinastia II d'Egipte
La dinastia II fou un període de l'antic Egipte dins del període tinita, que va entre el predinàstic i el Regne antic.
Va durar uns cent anys i va succeir a la dinastia I. La transició sembla que no fou massa traumàtica, tot i que s'informa de desordres socials i fins i tot de guerra civil.
Comença l'any 2890 aC i finalitza el 2686 aC. La dinastia III en fou una continuació perquè el seu fundador fou possiblement fill i successor del darrer sobirà de la dinastia II.
Els primers cinc reis estan ben documentats. Cap a la meitat, es creu que no governaven sobre tot Egipte. Al final, es va reunificar el país i es va establir un poder central a Hieracòmpolis.
Els noms dels faraons de la dinastia provenen de diferent fonts: tres llistes egípcies (Abidos, Saqqara i el papir de Torí), la llista de Manethó i l'arqueologia. La llista d'Abidos només té un rei després de Sened i totes les altres en tenen quatre. Donant el màxim valor a les fonts arqueològiques, la llista de faraons és la següent (dos faraons podrien ser la mateixa persona):
- Hotepsekhemui
- Nebre
- Ninetjer
- Za (Weneg?)
- Weneg (Za?)
- Sened
- Nubnefer
- Neferkare
- Neferkaseker
- Sekhemib (Peribsen?)
- Peribsen (Sekhemib?)
- Khasekhemui